# 前田富士男
前田 富士男（まえだ ふじお、1944年 - ）は、日本の美術史学者。慶應義塾大学名誉教授。専門は西洋近代美術史、ゲーテ自然科学、芸術学。

## 経歴・業績
神奈川県出身。慶應義塾普通部、慶應義塾高等学校、慶應義塾大学工学部管理工学科、慶應義塾大学文学部哲学科美学美術史学専攻卒業。慶應義塾大学大学院文学研究科美学美術史学専攻博士課程単位取得退学。神奈川県立近代美術館学芸課、ボン大学留学 (DAAD)、北里大学教養部助教授から慶應義塾大学文学部助教授、教授。慶應義塾大学アート・センター所長、日本学術会議会員（20・21期）、大学評価・学位授与機構運営委員ほかを歴任。2009年退職後、中部大学人文学部教授、同大学国際人間学研究所所長、同大学民族資料博物館客員教授、文部科学省独立行政法人評価委員会（国立美術館部会長） 。現在、DNP文化振興財団評議員。

## 著書
- モダン・アートの冒険　名画への旅23 （共著、講談社、1994年）
- パウル・クレー　朝日美術館西洋篇2 （編著、朝日新聞社、1995年）
- 表現主義と社会派　世界美術大全集26 （共著、小学館、1995年）
- ヨーゼフ・ボイス　（編著、慶應義塾大学アート・センター・ブックレット、1999年）
- カラーコーディネーションの基礎 （共著、東京商工会議所、2001年）
- 伝統と象徴－美術史のマトリックス （編著、沖積舎、2003年）
- 哲学をつくる　東洋大学哲学講座3 （共著、知泉書館、2005年）
- 講座・日本のキリスト教芸術2　美術・建築 （共著、日本基督教団出版局、2006年）
- パウル・クレー 絵画のたくらみ （宮下誠、いしいしんじほか共著、新潮社〈とんぼの本〉、2007年）
- 心の探究者としてのパウル・クレー Paul Klee als Seelenforscher （編著／日欧語版、慶應義塾大学21世紀COE心の統合的研究センター、2007年）
- リスクの誘惑　（共著、慶應義塾大学出版会、2011年）
- パウル・クレー 造形の宇宙 （慶應義塾大学出版会、2012年）
- 東西文化の磁場－日本近代の建築・デザイン・工芸における境界的作用史の研究　（共著、国書刊行会、2013年）
- 色彩からみる近代美術　ゲーテより現代へ （編著、三元社、2013年）
- コスモス　（共著、慶應義塾大学アート・センター・ブックレット、2014年）
- わが内なる神秘のスペイン　グノーシスを描く大西甲二（共著、美術出版社、2017年）
- 「恵みの力は、弱さのなかでこそ発揮される」─A・ｖ・カンペンハウド司祭叙階70周年記念 (共編、教友社、2021年)
- 科学と芸術─自然と人間の調和 (共著、中央公論新社、2022年)
- すっくと立とう　我が友よ─香山芳久著述集 (共編、教友社、2022年)
- パウル・クレー展　創造をめぐる星座（共著、中日新聞社、2025年）

## 翻訳
- アルトドルファー カラー版世界の巨匠 （エンツォ・オルランディ編／海津忠雄共訳 評論社 1980年）
- 形態学序説（ゲーテ「全集14 自然科学論」潮出版社 1980年、新版2003年）
- ゲーテ 自然と象徴 自然科学論集 （高橋義人共編訳、冨山房百科文庫、1982年）
- 素描画家としてのゲーテ（W・ヘヒト／共訳、国際文化出版社、1984年）
- ゲーテ 色彩論・完訳版 （高橋義人共訳、2巻組＋別冊、工作舎、1999年）ISBN 4875023200
- パウル・クレー（ダグラス・ホール 西村書店、2002年、新版2012年）
- レオナルド・ダ・ヴィンチ芸術と科学 （クラウディオ・ペッショ責任編集 ラーン・大原三恵、小林明子訳 監修・監訳 グッドシップス、イースト・プレス (発売) 2006年）
- ディルタイ 詩学・美学論集（編集／校閲、「全集第5巻」法政大学出版局、2015年）
- スクリブナー思想史大事典　全10巻　（飜訳編集、丸善出版、2016年）

## 展覧会監修・カタログ
- 世紀をつらぬく福澤諭吉－没後100年記念 （慶應義塾編、2001年）
- 福澤諭吉と近代美術 （慶應義塾大学アート・センター・ブックレット、2009年）
- 慶應義塾創立150年記念 未来をひらく福澤諭吉 （慶應義塾・東京国立博物館・福岡市美術館・大阪市立美術館・産経新聞社編、2009年）（第6回ゲスナー賞受賞）
- わが内なる神秘のスペイン：グノーシスを描く大西甲二（大西甲二展実行委員会、2017年）